# 카메룬의 역사
카메룬의 역사는 아프리카 국가인 카메룬의 역사를 설명하는 문서이다. 서아프리카와 중앙아프리카의 교차로에서, 현재 카메룬의 영토는 중기 구석기 시대부터 인류가 거주한 것으로 추정되며, 적어도 13만년 전으로 추정된다. 인류에 대한 가장 오래된 고고학적 증거는 약 30,000년 전 셤호에서 발견되었다. 나이지리아와의 국경 근처에 있는 카메룬 서부의 바멘다 고원은 기원전 1000년에서 기원후 1000년 사이에 아프리카 중부와 남부 대부분을 지배하게 된 반투족에게 가장 큰 기원이 될 것으로 보인다.
15세기에 유럽 상인들이 도착했고, 카메룬은 포르투갈인들이 "새우의 강" 또는 "새우강"이라고 불렀던 "리우 두스 카마롱이스(Rio dos Camarões)"라는 별명이 붙었는데, 이는 당시 풍부했던 카메룬유령새우를 가리킨다. 카메룬은 노예 무역의 원천이었다. 카메룬의 북부 지역은 차드 유역과 사헬 지역의 이슬람 왕국들의 영향을 받은 반면, 남부 지역은 주로 작은 왕들, 족장들, 폰들에 의해 통치되었다.
카메룬은 유럽인들의 아프리카 식민지화에서 정치적 실체로 등장했다. 1884년부터 카메룬은 독일, 영국, 프랑스와의 협상을 통해 국경을 맞댄 독일의 식민지, 독일령 카메룬이었다. 제1차 세계 대전 이후, 국제 연맹은 프랑스가 영토의 대부분을 관리하도록 명령했고, 영국은 서쪽의 작은 부분을 관리했다. 제2차 세계 대전 이후, 국제 연맹의 후계자인 유엔은 신탁통치 제도를 도입하여 프랑스와 영국이 각각 프랑스령 카메룬과 영국령 카메룬을 지배하게 되었다. 1960년, 카메룬은 프랑스령 카메룬에 가입하기 위해 영국령 카메룬의 일부가 투표하면서 독립했다. 카메룬은 독립 이후 단 두 명의 대통령만 있었고, 1990년에 야당이 합법화된 동안 오직 한 정당만이 통치했다. 카메룬은 프랑스와 긴밀한 관계를 유지했고 냉전 기간 동안 그리고 21세기까지 서구의 정치적, 경제적 이익과 동맹을 맺었다. 이러한 일관성은 카메룬이 이 지역에서 가장 안정적인 국가 중 하나로 명성을 얻게 했다. 2017년, 옛 영국령 카메룬인과 프랑스령 카메룬 정부 사이의 긴장 때문에 서부에서는 내전이 계속되었고, 북부에서는 이슬람 반군 보코 하람이 군사 및 테러 공격을 계속하고 있다.

## 식민지 이전 역사

### 선사 시대

1875년 소코토 칼리프의 대략적인 범위와 가넴보르누 제국의 잔재를 보여주는 지도

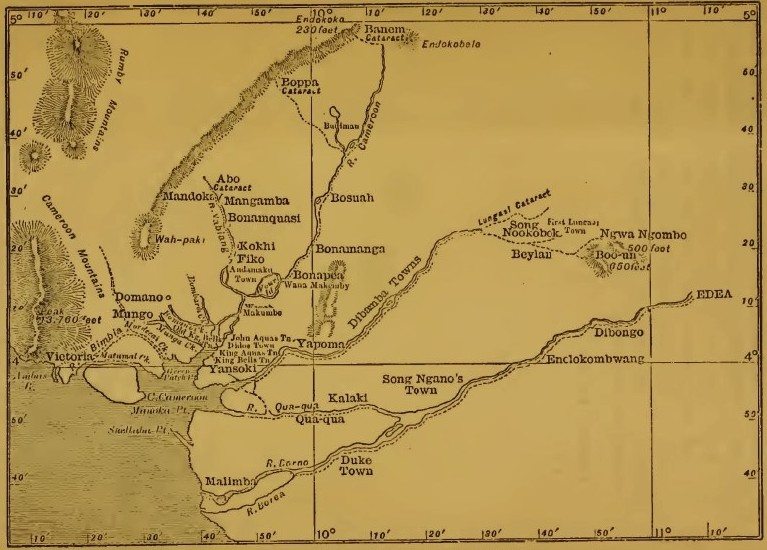
1884년 카메룬의 식민지 이전 해안선 지도

카메룬의 고고학 연구는 자원과 교통 인프라 부족으로 인해 상대적으로 부족했다. 역사적으로 미국의 많은 지역의 따뜻하고 습한 기후는 유해 보존에 적합하지 않은 것으로 생각되었지만, 최근의 발견과 새로운 기술의 도입은 그러한 가정에 도전했다. 북서부주의 셤호에서 발굴한 증거에 따르면 인간의 직업은 30,000년 전으로 거슬러 올라가는 반면, 남쪽의 울창한 숲에서 가장 오래된 직업의 증거는 약 7,000년 전이다. 카메룬 남부에서의 최근의 연구는 철기 시대가 기원전 1000년경부터 시작되었고, 늦어도 기원전 100년경에는 확실히 잘 확립되었을 것이라는 것을 보여준다.
고고학 및 유전학 연구에 의해 뒷받침된 언어학적 분석에 따르면, 사하라 이남 아프리카 대부분에 반투 문화를 확산시킨 일련의 이주인 반투 팽창은 기원전 1000년경 나이지리아-카메룬 국경의 고지대에서 기원했을 가능성이 크다. 반투어는 농경법과 철제 도구와 함께 아프리카 대륙에서 가장 큰 어족 중 하나를 이루며 확산되었다. 카메룬에서는 반투족이 중앙아프리카 피그미족을 대체했다. 카메룬은 반투족의 본고장임에도 불구하고, 위대한 중세 반투어를 사용하는 왕국들은 케냐, 콩고, 앙골라, 남아프리카 같은 다른 곳에서 생겨났다.

### 카메룬 북부
오늘날 카메룬의 영토에 뚜렷한 흔적을 남긴 것으로 알려진 가장 오래된 문명은 사오 문명으로 알려져 있다. 정교한 테라코타와 청동 예술품, 채드 호수 분지에 있는 둥근 벽으로 둘러싸인 정착지로 잘 알려져 있으며, 역사적 기록의 부족으로 인해 확실한 것은 거의 알려져 있지 않다. 이 문화는 기원전 4세기 초에 생겨났을 가능성이 높지만, 기원전 1천년 말에는 차드 호수 주변과 샤리강 근처에서 그들의 존재가 잘 확립되었다. 상아의 도시 국가들은 서기 9세기에서 15세기 사이에 정점에 도달했다. 사오족은 16세기에 대체되거나 동화되었다.

### 카메룬 남부
사하라와 사헬의 무슬림 제국은 카메룬 화산열의 고원보다 더 남쪽까지 도달하지 못했다. 더 남쪽으로 가면, 거대한 제국이나 왕국에 대한 고고학적 증거가 거의 없고, 그 지역에 대한 글의 부족으로 인한 역사적 기록도 없다. 16세기에 포르투갈인들이 이 지역에 도착했을 때, 많은 왕들, 추장들, 그리고 우두머리들이 작은 영토를 통치했다. 많은 민족들, 특히 서쪽의 그래스필드 언어를 사용하는 사람들은 이슬람 침략자들로부터 남쪽으로 이주한 구전 역사를 가지고 있는데, 이는 풀라니 전쟁과 나이지리아와 카메룬 북부에서의 그 이후의 분쟁에 대한 언급으로 보인다.
말라리아는 1870년대 말 말라리아 억제제 퀴닌의 대량 공급이 가능해질 때까지 유럽의 중요한 정착과 탐험을 막았다. 초기 유럽인들의 카메룬 주둔은 주로 연안 무역과 노예 획득에 집중되었다.  카메룬 해안은 대서양을 건너 브라질, 미국, 카리브해로 끌려간 노예들의 주요 구매 거점이었다. 1807년, 영국은 제국의 노예제도를 폐지하고, 특히 서아프리카에서 노예 무역을 진압하기 위한 군사적 노력을 시작했다. 같은 해 미국에서 합법적인 노예 수입이 종료되면서 카메룬의 국제 노예 무역은 급격히 감소했다. 기독교 선교사들은 19세기 말에 존재감을 확립했다. 이 무렵 아로 연방은 나이지리아 남동부에서 카메룬 서부까지 경제적, 정치적 영향력을 확대하고 있었다. 그러나 영국과 독일의 식민지 개척자들의 도래는 그 성장과 영향력을 중단시켰다.

## 독립 및 아히조 시대 (1960년~1982년)

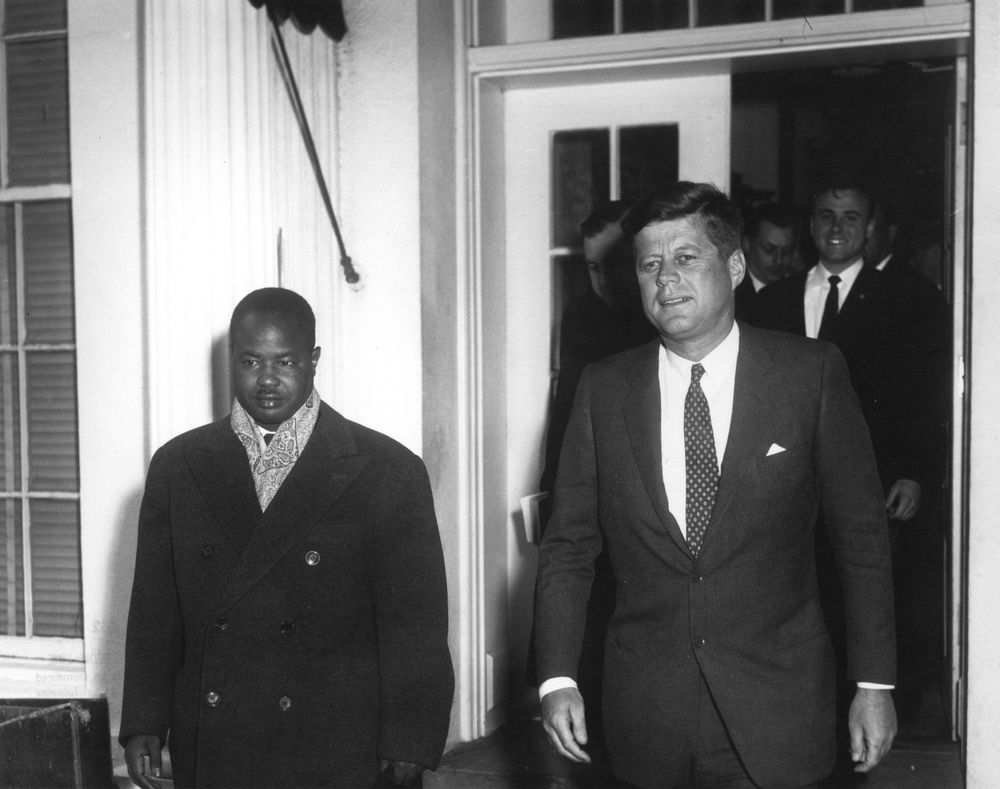
카메룬 대통령 아마두 아히조는 1962년에 미국 대통령 존 F. 케네디를 만난다.

프랑스령 카메룬은 1960년 1월 1일에 독립을 달성했다. 기니에 이어 사하라 이남 아프리카에 있는 프랑스의 두 번째 식민지였다. 1960년 2월 21일 새 헌법을 승인하는 국민투표를 실시하였다. 1960년 5월 5일 아마두 아히조가 대통령이 되었다. 아히조는 프랑스와 긴밀히 제휴하여 많은 프랑스 고문과 관리자들이 머물 수 있도록 허용하였고, 프랑스의 자산 대부분을 프랑스 기업의 손에 맡겼다.

### 석유의 발견
카메룬은 1977년에 산유국이 되었다. 석유 수입에 대한 회계는 완전히 불투명했고 많은 카메룬 사람들은 그 이후로 돈이 잘못 관리되거나 횡령되었다고 느꼈다. 석유는 여전히 경제의 주요 동력으로 남아 있지만, 카메룬은 그 지역의 다른 많은 생산국들처럼 석유에 의존하지 않는다.

## 비야 시대 (1982년~현재)

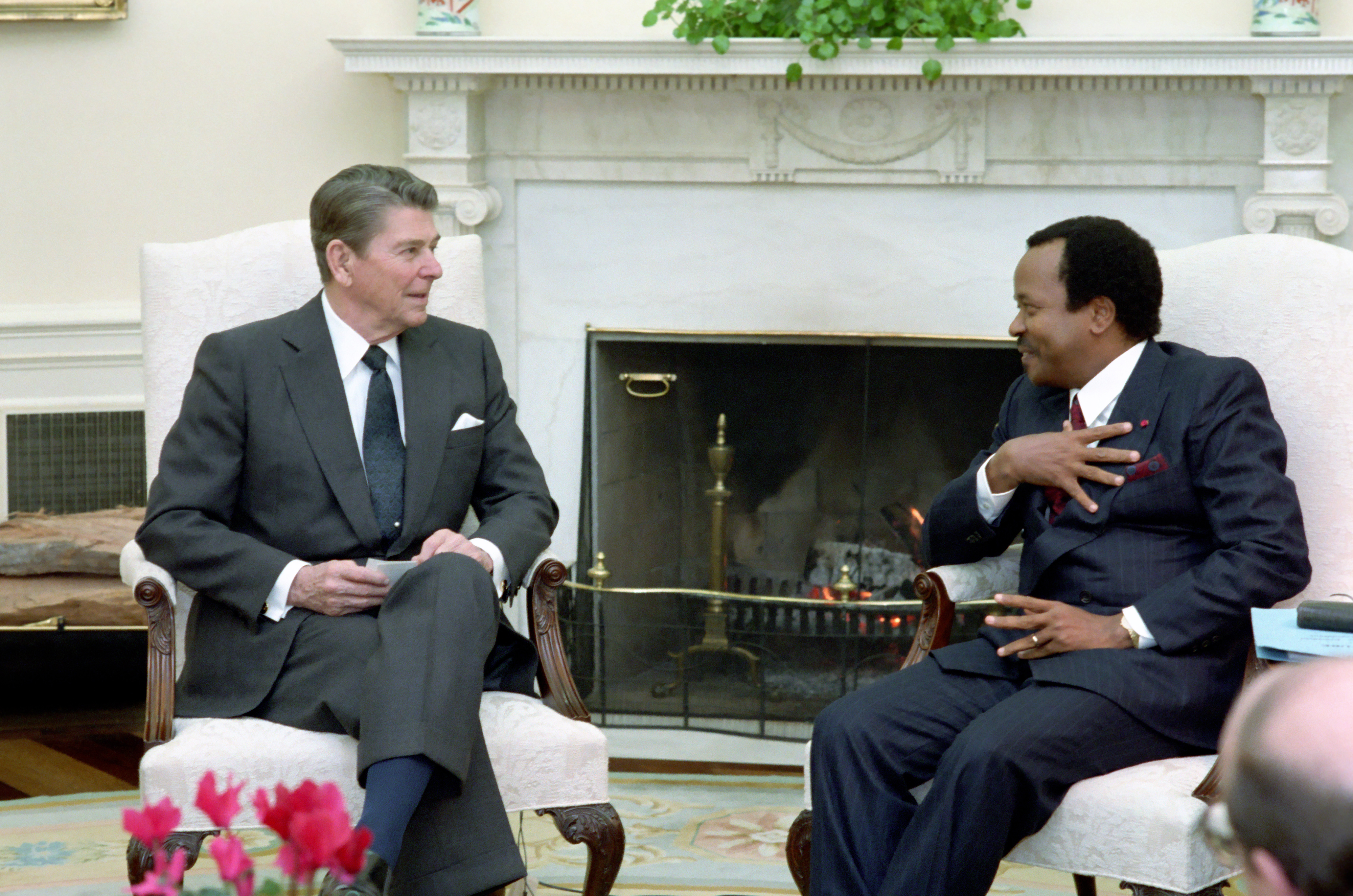
1986년 로널드 레이건 미국 대통령과 함께 폴 비야

1975년 6월 30일 아히조 정부의 오랜 관료이자 행정가인 폴 비야가 총리로 임명되었다. 1982년 11월 4일 아히조는 대통령직을 사임했고 비야는 그의 법적 후계자였다. 비야는 남쪽에서 온 기독교인이고 아히조는 북쪽에서 온 이슬람교도이고 아히조는 겨우 59세였기 때문에 많은 관찰자들은 놀랐다. 그러나, 아히조는 집권당의 지도자로서 자신의 역할을 사임하지 않았고, 많은 사람들은 아히조가 프랑스에서 병을 앓고 치료를 받는다는 소문이 나 있었기 때문에, 비야가 인물 우두머리 혹은 어쩌면 임시 간병인이 되기를 희망한다고 추측했다.

## 같이 보기
- 암바조니아
- 아프리카의 역사